# Circo Massimo

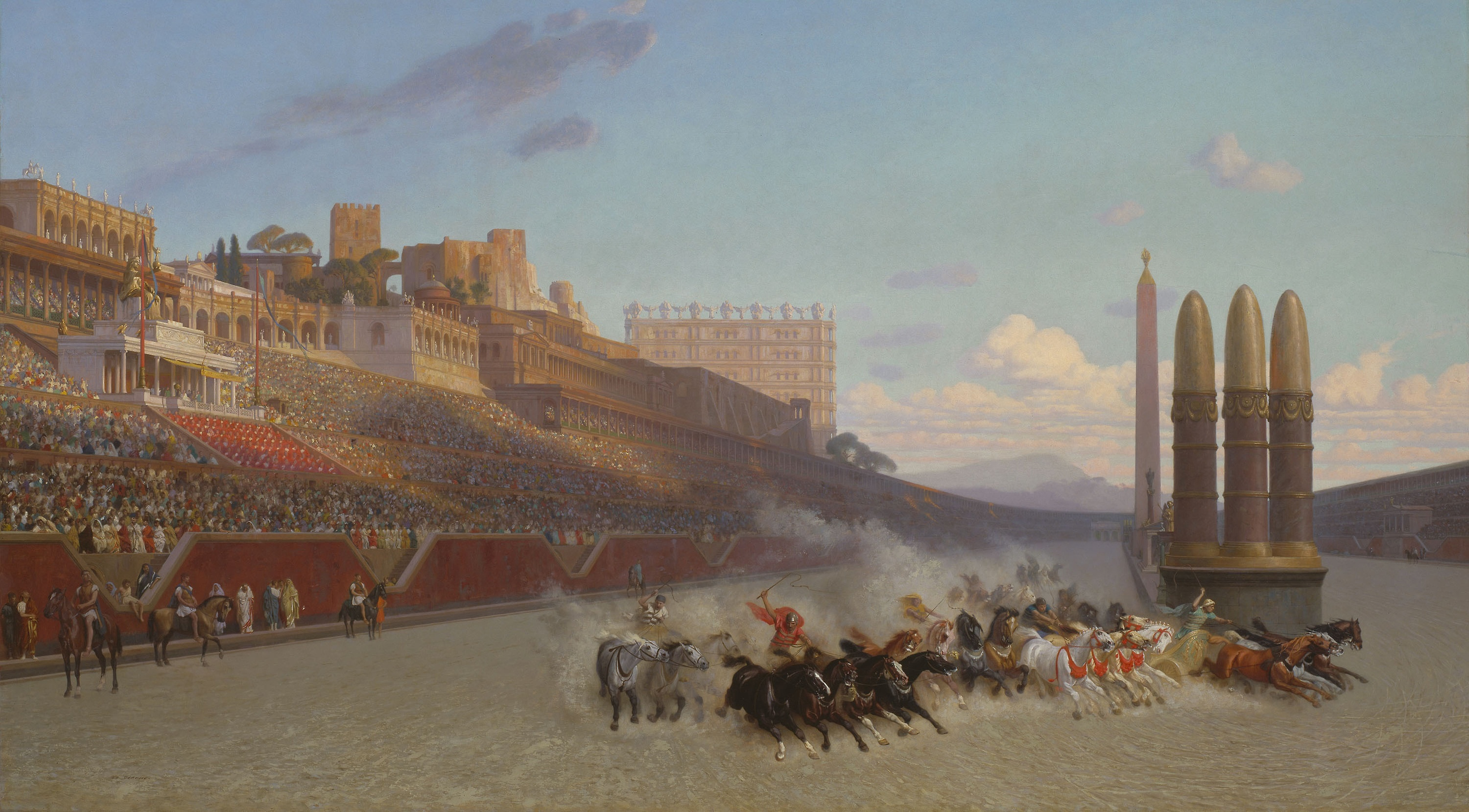
Corsa delle bighe, Jean-Leon Gerome. Art Institute of Chicago

Il Circo Massimo è un antico circo romano che si trova a Roma. Situato nella valle tra il Palatino e l'Aventino, è ricordato come sede di giochi sin dagli inizi della storia della città: nella valle Murcia secondo la leggenda dei Consualia narrata da Tito Livio sarebbe avvenuto il mitico episodio del ratto delle Sabine, in occasione dei ludi indetti da Romolo in onore del dio Consus, con corse di asini, cavalli o muli, a cui assistevano anche gli equini non concorrenti, agghindati con ornamenti floreali e per quel giorno esentati da ogni lavoro. Di certo l'ampio spazio pianeggiante e la sua prossimità all'approdo del Tevere dove dall'antichità più remota si svolgevano gli scambi commerciali, fecero sì che il luogo costituisse fin dalla fondazione della città lo spazio elettivo in cui condurre attività di mercato e di scambi con altre popolazioni e, di conseguenza, anche le connesse attività rituali (si pensi all'Ara massima di Ercole) e di socializzazione, come giochi e gare.

## Storia

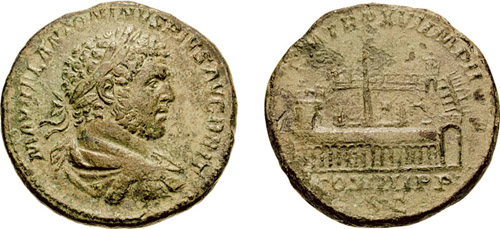
Sesterzio di Caracalla, raffigurante il Circo Massimo con la spina e l'obelisco decorativo, ora a piazza del Popolo; in seguito venne eretto un secondo obelisco, oggi davanti alla basilica di San Giovanni in Laterano.

Le prime installazioni in legno, probabilmente in gran parte mobili, risalirebbero all'epoca di Tarquinio Prisco, nella prima metà del VI secolo a.C., per i grandi Ludi Romani organizzati per la vittoria sulla città di Apiolae.
La costruzione dei primi impianti stabili risalirebbe al 329 a.C., quando furono edificati i primi carceres. Le prime strutture in muratura, soprattutto legate alle attrezzature per le gare, si ebbero probabilmente solo nel II secolo a.C. e fu Gaio Giulio Cesare a costruire i primi sedili in muratura e a dare la forma definitiva all'edificio, a partire dal 46 a.C.
Il monumento venne restaurato dopo un incendio e probabilmente completato da Augusto, che per decorare la spina vi aggiunse (come testimoniato da una moneta di Caracalla) un obelisco dell'epoca di Ramses II portato dall'Egitto, l'obelisco flaminio, che nel XVI secolo fu spostato da papa Sisto V in piazza del Popolo. Nel 357 un secondo obelisco fu portato a Roma per volere dell'imperatore Costanzo II ed eretto dal praefectus urbi Memmio Vitrasio Orfito sulla spina; oggi si trova accanto alla basilica di San Giovanni in Laterano.
Altri restauri avvennero sotto gli imperatori Tiberio e Nerone e un arco venne eretto da Tito nell'81 al centro del lato corto curvilineo: si trattava di un passaggio monumentale integrato nelle strutture del circo. Ampio 17 metri e profondo 15, era a tre fornici comunicanti, con quattro colonne libere alte 10 metri sul davanti, e dietro di esse quattro lesene aderenti ai piloni. Sull'attico stava una quadriga bronzea; sulla fronte verso il circo aveva una platea e una scalinata.
Dopo un grave incendio sotto Domiziano, la ricostruzione, probabilmente già iniziata sotto questo imperatore, venne completata da Traiano nel 103: a quest'epoca risalgono la maggior parte dei resti conservatisi. Sono ricordati ancora restauri sotto Antonino Pio, Caracalla e Costantino I. Il circo rimase in efficienza fino alle ultime gare organizzate da Totila nel 549.

## Struttura e utilizzi

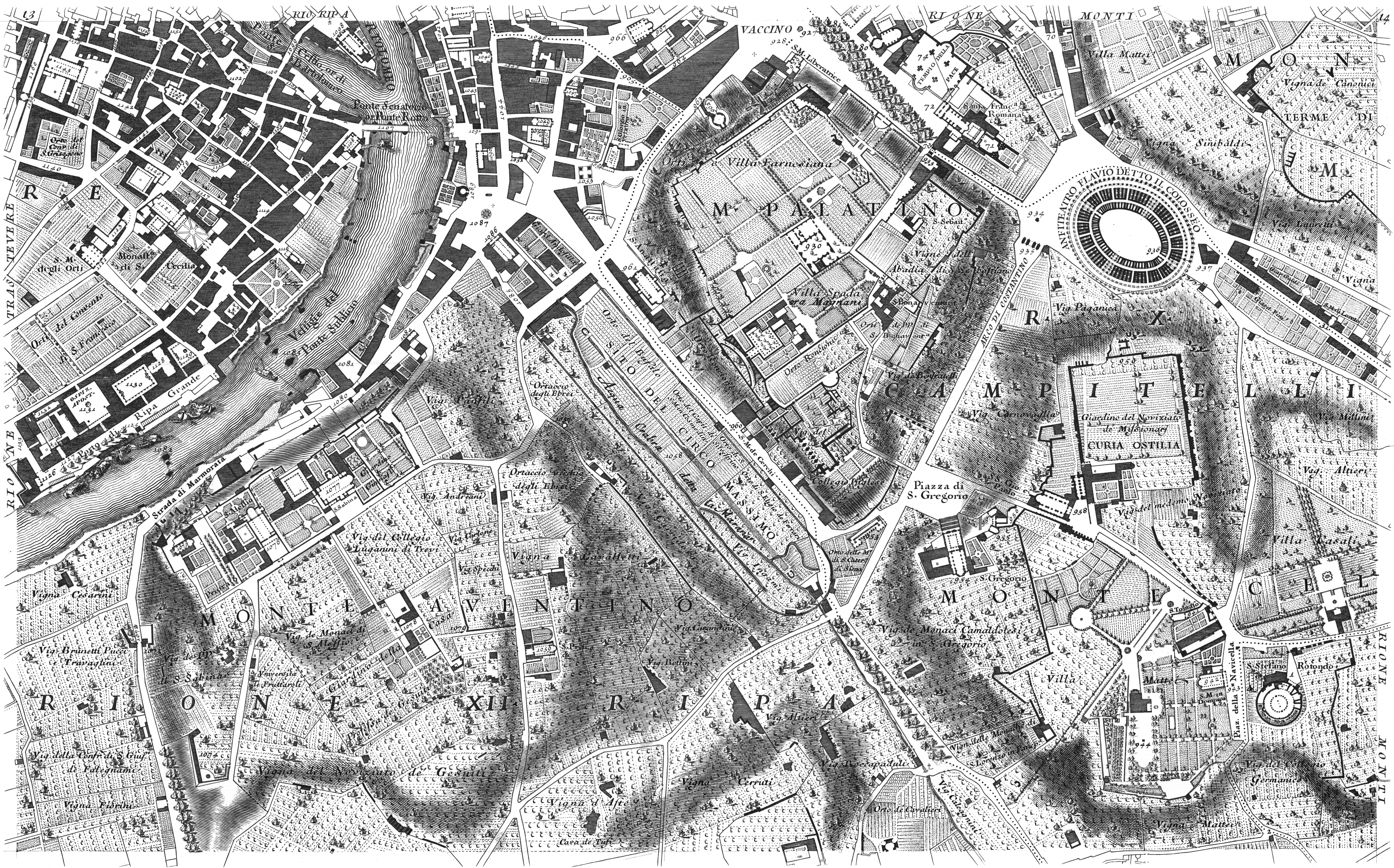
L'area del Circo Massimo nel XVIII secolo nella Pianta di Giovanni Battista Nolli

Le dimensioni del circo erano eccezionali: lungo 600 metri e largo 140. La facciata esterna aveva tre ordini: solo quello inferiore, di altezza doppia, era ad arcate. La cavea poggiava su strutture in muratura, che ospitavano i passaggi e le scale per raggiungere i diversi settori dei sedili, ambienti di servizio interni e botteghe aperte verso l'esterno. L'arena era in origine circondata da un euripo (canale) largo quasi 3 m, più tardi eliminato per aggiungere altri posti a sedere fino a raggiungere una capienza tra i 260 e i 300 mila spettatori per cui è ritenuto il più grande edificio dedicato allo spettacolo di tutti i tempi 
Sul lato sud si trova attualmente una torretta medioevale detta "della Moletta" appartenuta ai Frangipane. Nell'arena, si svolgevano le corse dei carri, con dodici quadrighe (cocchi a quattro cavalli) che compivano sette giri intorno alla spina centrale tra le due mete. La spina era riccamente decorata da statue, edicole e tempietti e vi si trovavano sette uova e sette delfini da cui sgorgava l'acqua, utilizzati per contare i giri della corsa.
I dodici carceres, la struttura di partenza che si trovava sul lato corto rettilineo verso il Tevere, disposti obliquamente per permettere l'allineamento alla partenza, erano dotati di un meccanismo che ne permetteva l'apertura simultanea.
Fu utilizzato per i primi ludi Apollinares del 212 a.C., indetti dall'allora praetor urbanus, Publio Cornelio Silla.

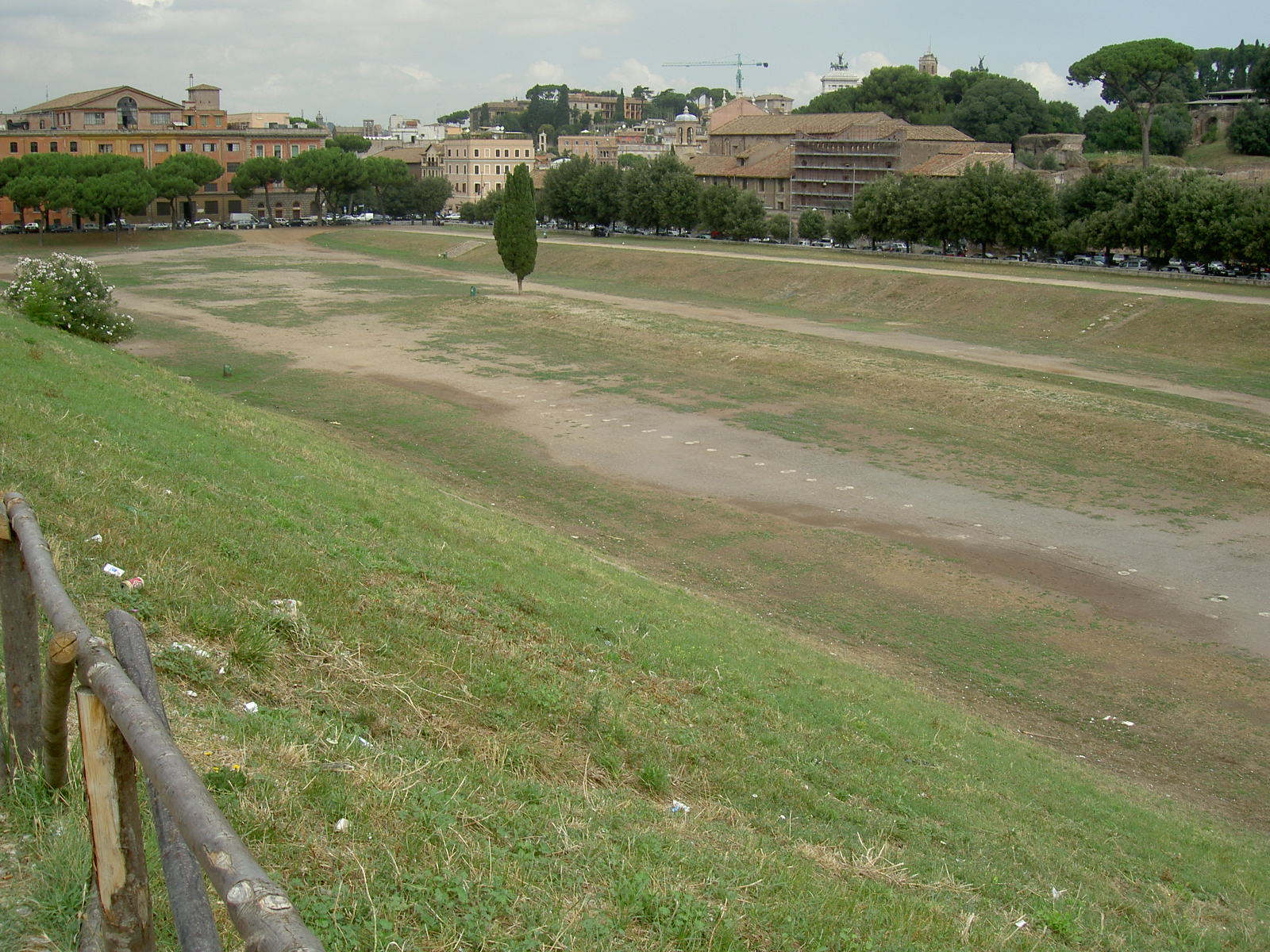
Veduta del Circo Massimo da sud, verso il Tevere.
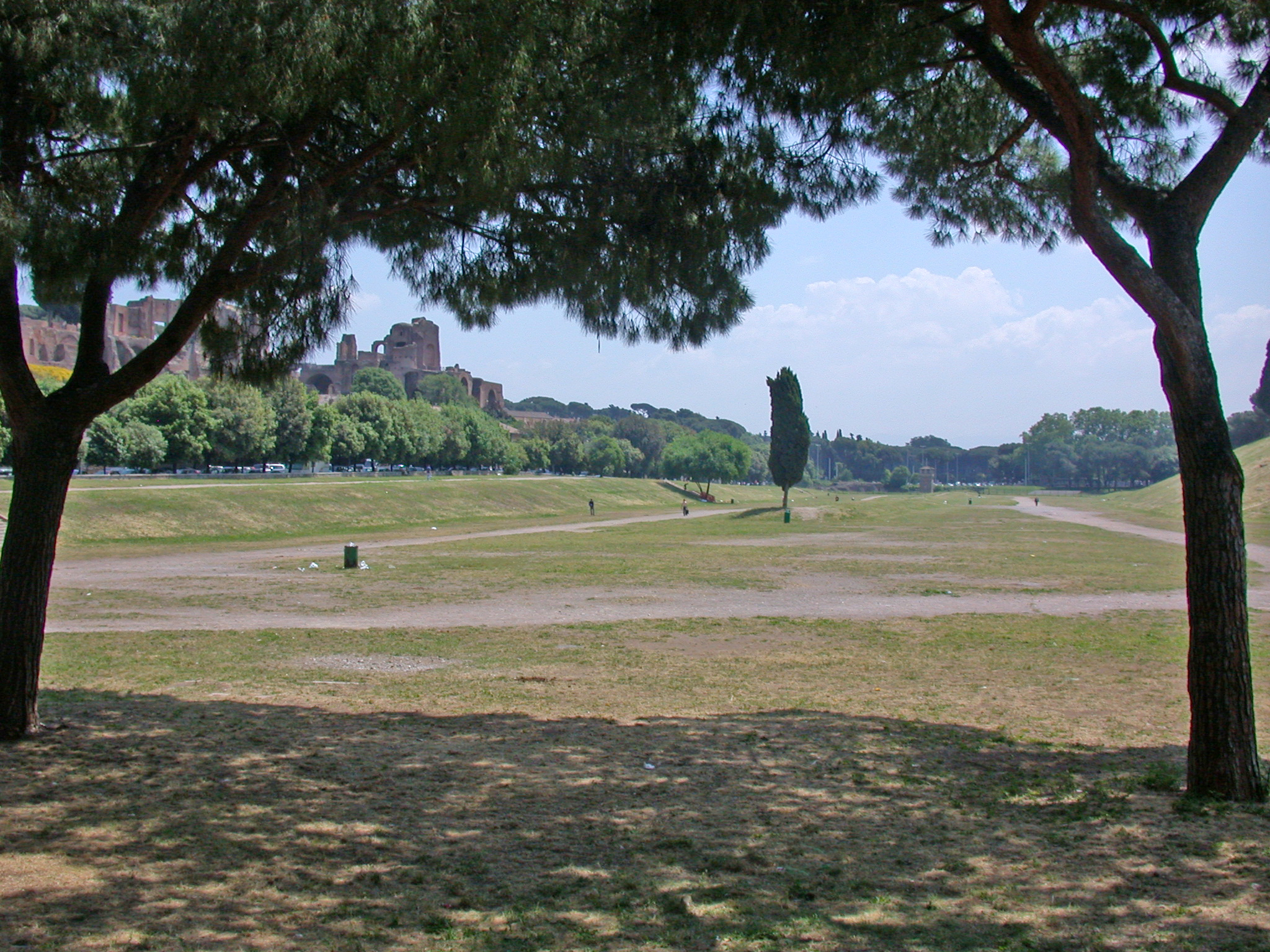
Veduta del Circo Massimo da nord, verso Porta Capena.
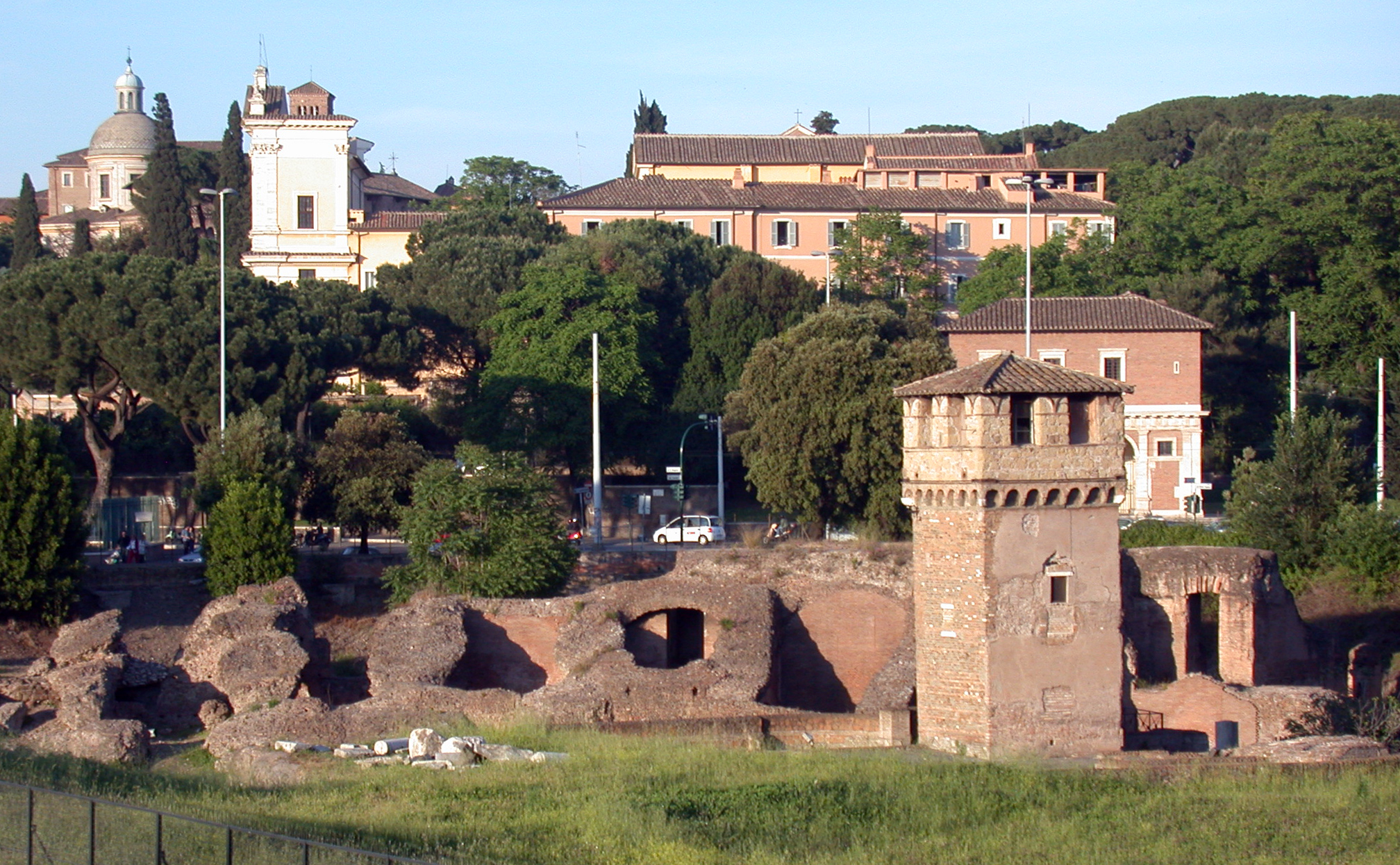
Resti del lato curvo meridionale, con la medioevale torre della Moletta.
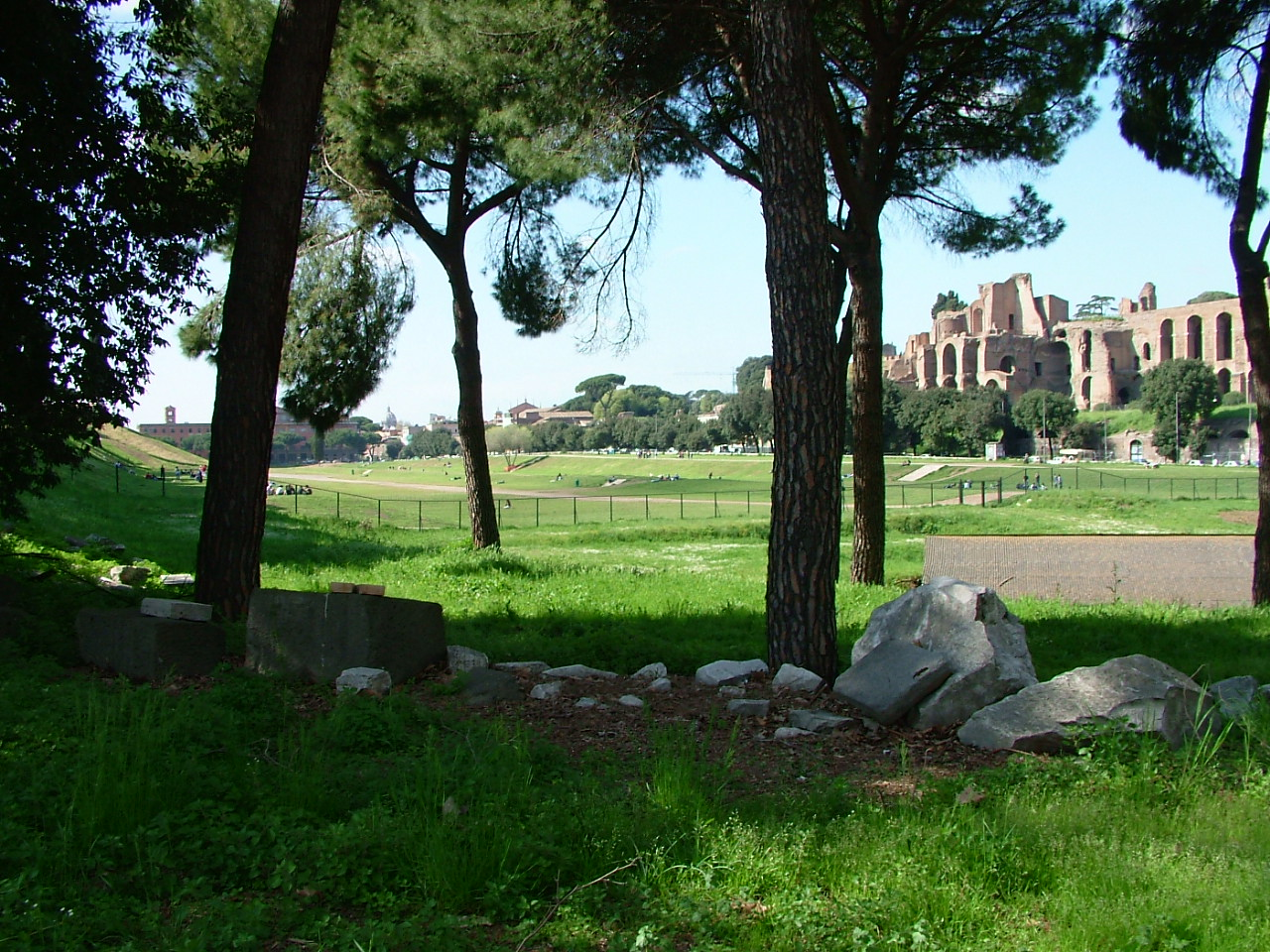
Il Circo Massimo da sud e, sullo sfondo, i resti dei palazzi imperiali sul Palatino.

## Utilizzo moderno

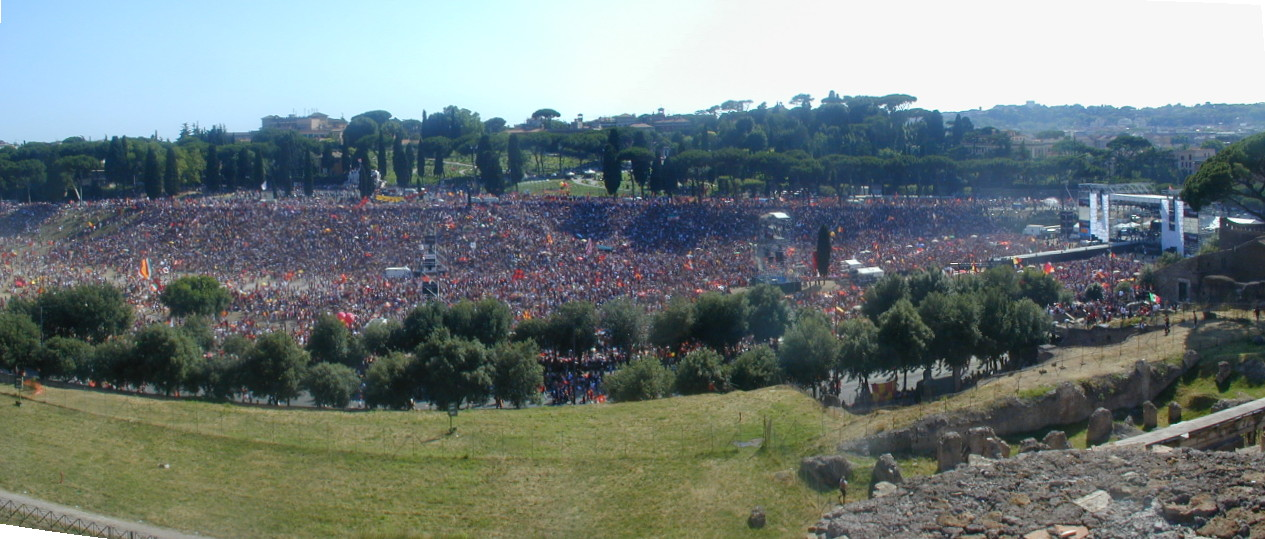
Circo Massimo dal Palatino - festa per lo scudetto

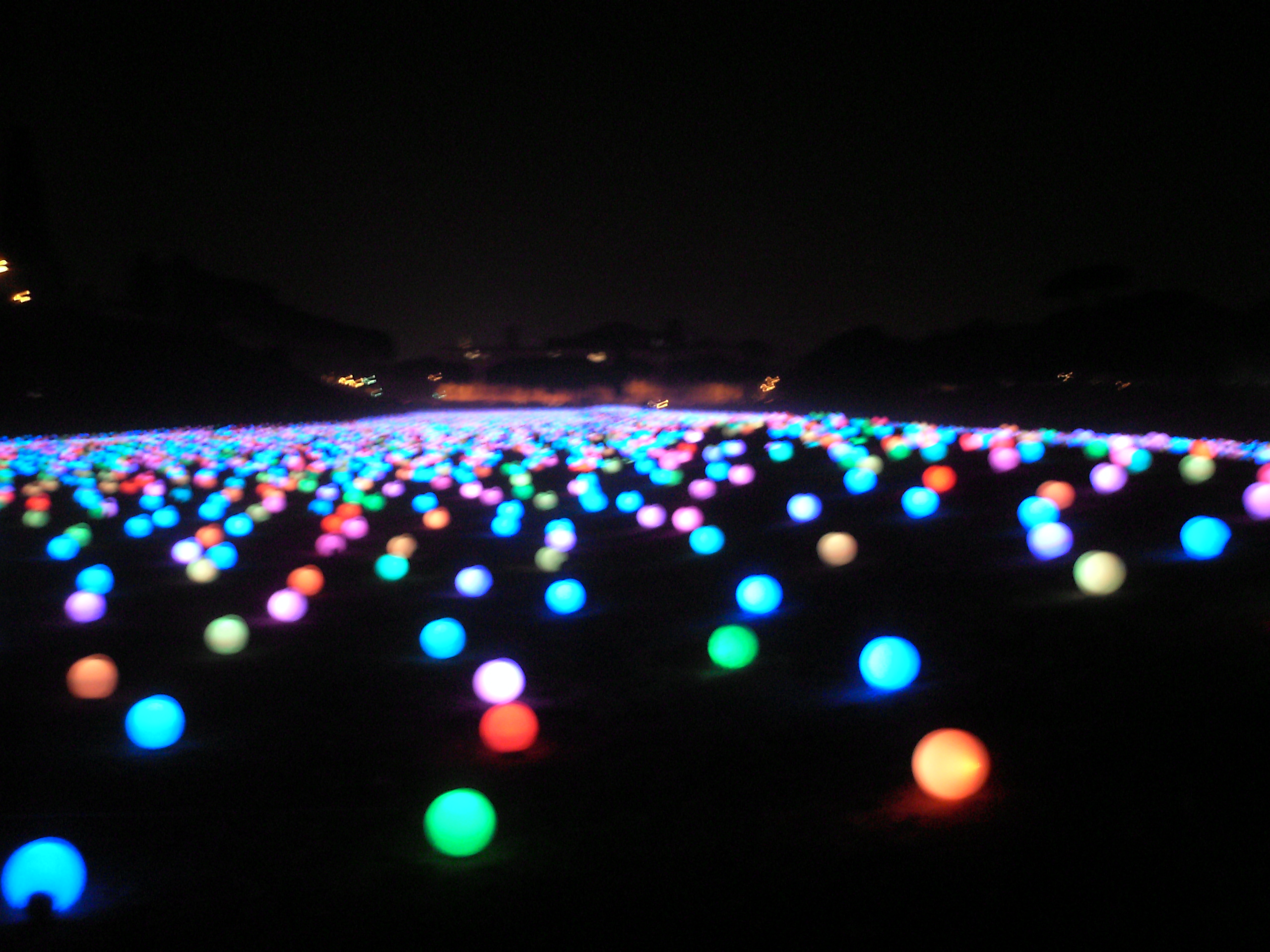
L'installazione Massimo Silenzio del 2007

Agli inizi del XX secolo l'area era in gran parte agricola e occupata da diverse costruzioni "di utilità" (nel 1645 vi si era installato il cimitero israelitico e nel 1852 il gazometro), sopra un considerevole rialzamento di circa 10 metri del terreno rispetto alla quota della pista romana. L'assetto antico è oggi riconoscibile soltanto dalla persistenza di alcune botteghe artigiane (un fabbro, una bottega di tende da plein air, un'osteria diventata ristorante) alla fine di via dei Cerchi, sotto il Palatino. I lavori di liberazione si svolsero tra il 1911 e i successivi anni 1930. In questo medesimo decennio il circo fu anche sporadicamente utilizzato per accogliervi esposizioni temporanee, con strutture effimere, promosse dal regime fascista.
Nel 1959 sarebbero dovute svolgersi qui le riprese in esterno della corsa delle bighe del film Ben Hur, ma alla fine la Sovrintendenza rifiutò l'autorizzazione al set, che fu costretto a spostarsi al Circo di Massenzio, sull'Appia Antica. Per la grande disponibilità di spazio aperto "non rovinabile" nel centro storico della città (il Circo Massimo è dentro le Mura Aureliane ma al centro di una enorme area verde e archeologica attraversata da numerosi mezzi di trasporto pubblico), il Circo Massimo è scelto sempre più spesso come sede per grandi eventi di massa: concerti, spettacoli, giubilei e manifestazioni.
Negli anni 2000 il Circo Massimo viene usato per manifestazioni ed eventi, nel 2024 ha ospitato la prima Cantata Anarchica nazionale di sempre.

## Trasporti
| È raggiungibile dalla fermata Circo Massimo | del tram 3 |